# جسی تیلور
جسی تیلور (انگلیسی: Jesse Taylor؛ زادهٔ ۲ ژانویهٔ ۱۹۸۳) ورزشکار هنرهای رزمی ترکیبی اهل ایالات متحده آمریکا است. وی از سال ۲۰۰۶ میلادی تاکنون مشغول فعالیت بوده‌است.